# 直江慶
直江 慶（なおえ けい、1981年5月27日-）は、イギリス生まれ、日本育ちのシンガーソングライター。父親はイギリス人、母親は日本人である。

## 概要
- 2001年4月 - 武居創らとOCEANLANEを結成。
  - ギター、ボーカル、ピアノ担当。作詞、作曲、アレンジの多くを担当する。
- 2003年
  - 3月10日、自主制作シングル「Everlasting Scene」を発表。
- 2004年
  - 2月4日、OCEANLANE初のフルアルバム『On my way back home』を発表。DISK UNIONインディーズチャートでは1位を記録。
  - 7月、SUMMER SONIC '04に出演し、その後初の全国ツアーとなる『On my way from home to you tour』を行う。
- 2005年
  - 4月、ジミー・イート・ワールド（東京・大阪・名古屋公演）のサポートアクトをつとめる。
  - 7月、バンド企画『Lighting Up Our Cities Vol.1』を開催し、Copeland、Brandstonと共に東京･大阪･名古屋をツアー。
  - 8月、FUJI ROCK FESTIVAL '05に出演。
  - 11月2日、2枚目のフルアルバム『Kiss & Kill』を発表し、全国ツアーを敢行。
- 2007年
  - 7月4日、シングル「Walk Along」を発表。オリコンインディーズチャートで1位を記録。
  - 9月5日、3枚目のフルアルバム『Castle In The Air』を発表。
  - 12月、ASIAN KUNG-FU GENERATIONのツアーにゲスト参加（東京・仙台・札幌公演）。
- 2008年
  - 3月5日、シングル「Twisted Colors」とライブDVD『Castle In The Air Tour Final@AX』を同時発売し、その後全国20ヶ所を回るツアーを行う。
  - 8月6日、初のカバーアルバム『Fan Fiction』を発表。
- 2009年
  - 1月7日、4枚目のフルアルバム『Crossroad』を発表。
- 2010年
  - 12月8日、5枚目のフルアルバム『Urban Sonnet』を発表。
- 2011年4月12日 - IVORY7 CHORDにサポート加入。担当はキーボード、一年後にサポート活動終了。[5]。
- 2011年12月29日 - 武居の脱退に伴い、OCEANLANEの無期限活動休止を発表[6]。
- 2012年6月 - つばき、nano sound museumの小川博永らとTHE TURQUOISEを結成。担当はボーカル、ギター[1][2][7]。
- 2012年8月24日 - テレビ朝日系「ミュージックステーション」でSuperflyのサポートキーボーディストとして出演